# NXT Heatwave (2025)
NXT Heatwave (2025) – jedenasta gala wrestlingu w chronologii cyklu Heatwave i czwarta gala wyprodukowana przez federację WWE dla zawodników z brandu NXT. Odbędzie się 24 sierpnia 2025 w Lowell Memorial Auditorium w Lowell w stanie Massachusetts i będzie pierwszą galą Heatwave, na której zostanie użyte wyłącznie logo WWE, a także będzie transmitowana na Netflixie.

## Produkcja

### Tło
Heatwave było pierwotnie nazwą gali wrestlingu wyprodukowanej przez Extreme Championship Wrestling (ECW), która odbywała się co roku od 1994 do 2000. Gala w 1997 roku było internetową galą pay-per-view (iPPV), podczas gdy wersje Heatwave w latach 1998-2000 emitowane były w tradycyjnym systemie pay-per-view (PPV). ECW upadło w 2001 roku, a WWE przejęło aktywa ECW w 2003 roku. W 2022 roku WWE wznowiło galę dla swojego rozwojowego brandu NXT jako coroczny program telewizyjny NXT.
W dniu 10 lipca 2025 roku poinformowano, że czwarta gala Heatwave pod szyldem WWE, a 11. w ogóle, odbędzie się w niedzielę 24 sierpnia 2025 roku w Spartanburg Memorial Auditorium w Spartanburgu w stanie Karolina Południowa. Jednak podczas The Great American Bash 12 lipca ogłoszono, że Heatwave odbędzie się w Lowell w stanie Massachusetts. Oprócz Peacock w Stanach Zjednoczonych, wydarzenie będzie również dostępne do transmisji na żywo w serwisie Netflix na większości rynków międzynarodowych oraz w WWE Network we wszystkich pozostałych krajach, które nie zostały jeszcze przeniesione do Netflix z powodu wcześniej obowiązujących umów. Jest to pierwsza gala Heatwave transmitowana na żywo w serwisie Netflix po styczniowej fuzji WWE Network z tą usługą na tych obszarach. Począwszy od Halloween Havoc w 2024 roku, wszystkie główne wydarzenia NXT są oznaczone wyłącznie logo WWE zamiast logo NXT, co oznacza pierwszy Heatwave, który używa tylko logo promocji.
Oczekuje się, że Heatwave zmierzy się z Forbidden Door, wspólnym wydarzeniem pay-per-view wyprodukowanym przez All Elite Wrestling (AEW) i New Japan Pro-Wrestling (NJPW), które odbędzie się w The O2 Arena w Londynie w Anglii.

### Rywalizacje
NXT Heatwave będzie oferowało walki profesjonalnego wrestlingu z udziałem wrestlerów należących do brandu NXT. Wyreżyserowane rywalizacje (storyline’y) były kreowane podczas cotygodniowych gal NXT. Wrestlerzy są przedstawieni jako heele (negatywni, źli zawodnicy i najczęściej wrogowie publiki) i face’owie (pozytywni, dobrzy i najczęściej ulubieńcy publiki), którzy rywalizują pomiędzy sobą w seriach walk mających budować napięcie. Kulminacją rywalizacji jest walka wrestlerska lub ich seria.

#### Jordynne Grace vs. Blake Monroe
Po debiucie Blake Monroe w NXT, ona i Jordynne Grace zawarły sojusz, a na The Great American Bash 12 lipca Grace i Monroe pokonały Fatal Influence (NXT Women’s Championkę Jacy Jayne i Fallon Henley) w tag team matchu. Następnej nocy na Evolution, Grace, w towarzystwie Monroe, rzuciła wyzwanie Jayne o tytuł, ale przegrała walkę po tym, jak Monroe zaatakowała ją mistrzostwem, zmieniając Monroe na heela. Dwie noce później w NXT wyemitowano winietę, w której Monroe kpiła z Grace za to, że nie jest godna walki o NXT Women’s Championship i zaprosiła Grace do obejrzenia jej debiutu singlowego w następnym tygodniu, gdzie Monroe wygrała. Następnie Grace zaatakowała Monroe, która uzyskała przewagę, raniąc szyję Grace. W odcinku NXT z 29 lipca Monroe stwierdziła, że Grace nie jest wystarczająco dobra, nadal z niej kpiąc, a tydzień później podczas walki Monroe, Grace pojawiła się w ortezie szyi i wygoniła Monroe z areny, kosztując ją walkę przez odliczenie. Później tej nocy Ava ogłosiła, że Grace zmierzy się z Monroe na Heatwave.

#### Pojedynek o NXT Championship
Na Stand & Deliver, Oba Femi pokonał Je’Von Evansa i Tricka Williamsa, aby zachować NXT Championship. Następnie Williams wygrał TNA World Championship miesiąc później na Battleground. W odcinku NXT z 22 lipca, Evans zastanawiał się, co powinien zrobić dalej, gdy podszedł do niego WWE Hall of Famer The Undertaker, który powiedział, że Evans powinien "pójść za największym psem na podwórku". W następnym tygodniu Evans omówił radę Undertakera, gdy został przerwany przez Williamsa, który myślał, że Evans jest tam, aby rzucić mu wyzwanie, jednak Evans ujawnił, że przyszedł rzucić wyzwanie Femiemu. Williams poczuł się zlekceważony, stwierdzając, że to tylko kwestia czasu, zanim pokona Femiego i zostanie podwójnym mistrzem. Po tym przerwali im sojusznicy Williamsa The High Ryze (Wes Lee, Tyson DuPont i Tyriek Igwe) i po wymianie zdań Evans zaatakował Lee, ale przewaga liczebna Williamsa i High Ryze była większa. Później tej nocy, Evans pokonał Lee, a następnie Williams, Evans i Femi skonfrontowali się ze sobą. W następnym tygodniu, Femi stwierdził, że nikt nie jest godzien zmierzyć się z nim o mistrzostwo, zanim przerwali mu Williams i Evans, a Evans zaproponował, aby on i Williams zmierzyli się ze sobą, aby ustalić, kto rzuci wyzwanie o NXT Championship, a Femi stwierdził, że walka powinna odbyć się tej nocy. Williams odmówił, proponując, aby odbyło się to 19 sierpnia, co zostało później potwierdzone przez Generalną Menadżerkę NXT Avę, jednocześnie ogłaszając, że zwycięzca zmierzy się z Femim na Heatwave. Walkę wygrał Evans.

#### Pojedynek o NXT Tag Team Championship
Od miesięcy DarkState (Dion Lennox, Osiris Griffin, Saquon Shugars i Cutler James) atakowali kilku wrestlerów, w tym NXT Tag Team Championów Hank and Tank (Hanka Walkera i Tanka Ledgera). W odcinku NXT z 24 czerwca, Hank and Tank zostali zaatakowani za kulisami przez nieznanych napastników. Miesiąc później, w odcinku z 5 sierpnia, Hank and Tank zostali zaatakowani przez DarkState po udanej obronie tytułu. Później tej nocy DarkState ujawniło, że to oni zaatakowali Hanka i Tanka miesiąc temu, podczas gdy Hank and Tank zażądali pojedynku z dowolnymi członkami DarkState. Generalna Menadżerka NXT Ava ogłosiła wtedy, że Walker i Ledger będą bronić swoich tytułów przeciwko dwóm członkom DarkState na Heatwave.

#### Pojedynek o TNA Knockouts World Championship
Podczas odcinka TNA Impact! z 26 czerwca, Ash by Elegance wygrała battle royal, aby stać się pretendentką do TNA Knockouts World Championship Mashy Slamovich. Miesiąc później podczas TNA Slammiversary, NXT Women’s Championka Jacy Jayne pokonała Slamovich w Winner Takes All matchu, wychodząc z obydwoma tytułami. W następnym odcinku TNA Impact!, Slamovich otrzymała od TNA Director of Authority Santino Marelli rewanż o Knockouts World Championship w następnym tygodniu, podczas gdy później tej nocy, podczas uroczystości Fatal Influence (Jayne, Fallon Henley i Jazmyn Nyx), Jayne wyśmiewała całą dywizję kobiet TNA, w tym The Elegance Brand (Ash, Heather by Elegance i M by Elegance). W następnym tygodniu, podczas rewanżu Slamovich, Ash zaatakowała ją, kosztując Slamovich walkę. W odcinku z 7 sierpnia, Ash miała stoczyć swoją walkę o mistrzostwo, w którym Fatal Influence i The Elegance Brand zostały wykluczone z ringu. Jednak Slamovich zaatakowała Ash, również kosztując ją walkę, a następnie wybuchła bójka między Slamovich, The Elegance Brand i Fatal Influence. W odcinku NXT z 12 sierpnia zarówno Ash, jak i Slamovich byli w tłumie oglądającym tag team match Henley i Nyx, a później tej nocy Generalna Menadżerka NXT Ava ogłosiła, że po rozmowie z Marellą, Jayne będzie bronić TNA Knockouts World Championship przeciwko Ash i Slamovich w triple threat matchu na Heatwave.

#### Jaida Parker vs. Kelani Jordan vs. Lola Vice
Na TNA Slammiversary zaplanowano Winner Takes All match zarówno o NXT Women’s Championship, jak i TNA Knockouts World Championship, przy czym zarówno Jaida Parker, jak i Lash Legend dały jasno do zrozumienia, że przyjdą po zwycięzcę. Podczas wydarzenia Jacy Jayne wygrała walkę, zachowując NXT Women’s Championship, jednocześnie wygrywając TNA Knockouts World Championship. Trzy dni później na NXT, podczas świętowania Fatal Influence (Jayne, Jazmyn Nyx i Fallon Henley), zostały one przerwane zarówno przez Legend, jak i Parker. Po wymianie zdań, Fatal Influence wdały się w bójkę z Legend i Parker, w której te dwie ostatnie uzyskały przewagę. Następnie zarówno Legend, jak i Parker skonfrontowały się ze sobą. W następnym odcinku, Parker pokonała Nyx, a później Henley pokonała Legend. W tym czasie Kelani Jordan i Lola Vice również oświadczyły, że zamierzają walczyć o NXT Women’s Championship, a Jordan i Vice pokonały Jayne i Henley w tag team matchu w odcinku z 12 sierpnia. Po zakończeniu programu w filmie opublikowanym na X, ujawniono, że wcześniej w programie Parker, Jordan i Vice spierali się o to, kto powinien rzucić wyzwanie o NXT Women’s Championship, a Generalna Menadżerka NXT Ava ogłosiła triple threat match, aby wyłonić pretendentkę do mistrzostwa między Parker, Jordan i Vice na Heatwave.

## Wyniki walk
| Nr                                                                 | Walki* | Stypulacje                                                           |
| ------------------------------------------------------------------ | --- | -------------------------------------------------------------------- |
| 1                                                                  | Jordynne Grace vs. Blake Monroe                                                                                              | Singles match                                                        |
| 2                                                                  | Hank and Tank (Hank Walker i Tank Ledger) (c) vs. DarkState (Dion Lennox, Osiris Griffin, Saquon Shugars i/lub Cutler James) | Tag team match o NXT Tag Team Championship                           |
| 3                                                                  | Jacy Jayne (c) vs. Masha Slamovich vs. Ash by Elegance                                                                       | Triple threat match o TNA Knockouts World Championship               |
| 4                                                                  | Jaida Parker vs. Kelani Jordan vs. Lola Vice                                                                                 | Triple threat match o miano pretendentki do NXT Women’s Championship |
| 5                                                                  | Chelsea Green i Ethan Page (z Albą Fyre i Piper Niven) vs. Tyra Mae Steele i Tavion Heights                                  | Mixed tag team match                                                 |
| 6                                                                  | Oba Femi (c) vs. Je’Von Evans                                                                                                | Singles match o NXT Championship                                     |
| (c) – mistrz/mistrzyni przed walką*Karta może jeszcze ulec zmianie | |                                                                      |